# Vaivio (Naantali)
Vaivio est une île de l'archipel finlandais à Naantali en Finlande.

## Géographie
La superficie de Vaivio est de 0,11 kilomètre carré,.

## Transports
La route Vaivontie relie Vaivio à Mustike puis au continent à l'ouest.

### Articlesconnexes
- Liste d'îles de Finlande